# صموئيل جاكوب سومرفيل
صموئيل جاكوب سومرفيل (بالإنجليزية: Samuel Somerville)‏ هو لاعب كرة قدم بريطاني، ولد في 6 أغسطس 1994.

## وصلات خارجية
- صموئيل جاكوب سومرفيل على موقع قاعدة بيانات كرة القدم.إي يو (الإنجليزية)
- صموئيل جاكوب سومرفيل على موقع Soccerway.com (الإنجليزية)